# حوض قدیمی لیرک سیوند
حوض لیرک سیوند نام برکه‌ای مصنوعی است در سیوند استان فارس در جنوب ایران.
دیرینگی این حوض به زمان هخامنشیان بر می‌گردد که در زمانهای ساسانی و صفویه بارها تعمیر شده است. این حوض در کنار آب انباری به همین نام و بر روی چشمه آب معدنی سیوند قرار گرفته که امروزه با احداث کارخانه آب معدنی پارس تخریب شده و کارخانه نام سادات را برآن نهاده اگر چه بر روی آب معدنی آن را به زمان آریایی‌ها وهخامنشیان نسبت داده است.